# 스토미 벅시
스토미 뵈그지(Stomy Bugsy, 프랑스어 발음: [stɔmi bœɡˈzi], 5월 21일 ~ )는 프랑스의 래퍼, 배우이다.
파리에서 태어났다.

## 출연 작품
- 폭발 직전의 게토 (1997, Ma 6-T va crack-er)
- 아름다운 기억 (2001, Les Jolies Choses)
- De l'amour (2001)
- 블리트 (2002)
- 3대0 (2002, Trois Zéros)
- 섀도우 댄서 (2005, Shadows in the Sun)
- 아더와 미니모이: 제1탄 비밀 원정대의 출정 (2006) - 목소리
- Gomez vs Tavarès (2007)